# Иоасаф (Шибаев)
Митрополи́т Иоаса́ф (в миру Валенти́н Влади́мирович Шиба́ев; род. 2 января 1954, село Маслова Пристань, Шебекинский район, Курская область) — епископ Украинской православной церкви Киевского патриархата — с титулом «митрополит Белгородский и Обоянский».
В 2018—2019 годах — иерарх Православной церкви Украины (ПЦУ). Бывший игумен Русской православной церкви (извергнут из сана в 1997 году). Бывший архимандрит РПЦЗ.

## Биография
С 1961 по 1971 год учился в средней школе. В 1971 году поступил в Харьковский сельскохозяйственный институт, учёбу в котором оставил после достижения 18-летия.
После этого некоторое время был пономарём в кафедральном соборе Харькова, затем — послушником в Успенском Псково-Печерском монастыре.
С 1973 по 1975 год проходил службу в армии на Дальнем Востоке.
В 1975 году поступил в Московскую духовную семинарию, которую закончил по первому разряду.
В 1976 году рукоположён в сан диакона, а в 1977-м — священника архиепископом Курским и Белгородским Хризостомом (Мартишкиным). В 1978 году принял монашеский постриг с наречением имени Иоасаф. В 1979 году награждён набедренником.
В 1983 году поступил в Московскую духовную академию. В 1984 году награждён наперсным крестом.
В 1985 году архиепископом Курским и Белгородским Ювеналием (Тарасовым) назначен настоятелем Троицкого собора в городе Обояни Курской области. В 1986 году возведён в сан игумена и награждён крестом с украшениями.
В 1991 году назначен игуменом возвращённого Рыльского Никольского мужского монастыря, но, пробыв в монастыре недолгое время, самовольно возвратился на служение в Обоянь. 19 августа 1991 года игумен Иоасафом и сторонники самовольно заняли здание храма, а также два жилых дома по улице Ленина, 19 и по улице Красноармейской, 51. На приходском собрании Свято-Троицкого храма, состоявшемся 8 сентября 1991 года, прихожане изъявили желание перейти в ведение Русской православной церкви заграницей и образовали приход Свято-Троицкого храма в Обояни. Устав вновь образованной религиозной общины зарегистрирован решением отдела юстиции Курского облисполкома № 103 от 25 октября 1991 года. 1 октября 1991 года группа прихожан в количестве 2663 человек обратилась с заявлением в Обоянский райисполком о передаче в пользование культового здания Свято-Троицкого храма в Обояни. 14 ноября 1991 года решением Обоянского райисполкома № 186 здание Свято-Троицкого храма в Обояни было передано в пользование общины «Свободной Русской православной церкви за границей». С этого момента в Верховный Совет Российской Федерации, Курский облисполком, Обоянский районный Совет народных депутатов и его исполнительный комитет, Обоянский горсовет, администрацию Обоянского района, судебные органы, правозащитные организации были направлены десятки писем с тысячами подписей прихожан Обояни, относивших себя как к сторонникам игумена Иоасафа, так и к его противникам.
Иоасафу первоначально удавалось сохранить за собой отреставрированный Троицкий собор. Тяжбы с Курской епархией тянулась около двух лет — первоначально ему удалось зарегистрировать храм за собой на протяжении двух лет — до середины 1993 года, когда архиепископу Курскому Ювеналию удалось добиться решения о передаче храма в ведение возглавляемой им епархии. Игумен Иоасаф и его последователи отказались покинуть храм. В августе 1993 года местным ОМОНом были изгнаны из Троицкого собора в Обояни.
14 мая 1993 года Архиерейский собор РПЦЗ определил «считать архимандрита Иоасафа (Шибаева) кандидатом во епископы для Российской православной свободной церкви». Назначен управляющим Курско-Обоянской епархией РПЦЗ.
Прошедший 19 июля 1993 года в Одессе «Съезд духовенства Русской истинно-православной церкви» в обращении к Архиерейскому собору РПЦЗ отметил: «ждём отмены назначенной хиротонии во Епископа архим. Иоасафа (Шибаева) как человека, недостойного этого сана. Требуем принять во внимание свидетельства о нём священнослужителей, долгое время с ним общавшихся».
Стремясь получить епископский сан, организовал сбор подписей среди верующих Курской и Белгородской областей о возведении его в сан епископа. Была собрана 1221 подпись. 29 ноября 1994 года Архиерейский собор РПЦЗ поручил российским архиереям «на месте выяснить вопрос о возможности кандидатуры архимандрита Иоасафа (Шибаева) во епископа Обоянского и Курского». В итоге первоиерарх РПЦЗ митрополит Виталий прямо отказал Иоасафу в рукоположении. Тогда, руководствуясь формальным положением нехватки духовенства для окормления общин и тем, что РПЦЗ рукополагать новых священников для Белгородчины не собирается, Иоасаф и группа наиболее инициативных верующих приняло решение о смене юрисдикции.
В конце 1994 года вслед за Адрианом (Стариной) перешёл в юрисдикцию Украинской православной церкви Киевского патриархата, несмотря на то, что ранее Иоасаф выбрал митрополита Филарета (Денисенко) в качестве образца для критики недостоинства иерархии РПЦ. По словам Иоасафа: «с Зарубежной Церковью было сложно поддерживать какие-либо контакты, у Русской Православной Автономной Церкви были свои проблемы, и в Суздале было не до нас, а поэтому, в конце концов, мы присоединились к Киевскому патриархату. При этом, украинские проблемы нас никак не касаются».
19 февраля 1995 года во Владимирском кафедральном соборе Киева хиротонисан Филаретом (Денисенко) во епископа Белгородского и Обоянского Украинской православной церкви Киевского патриархата.
В феврале 1997 года Архиерейским собором РПЦ вместе с Валентином (Русанцовым) и Адрианом (Стариной) за «антицерковные деяния» извергнут из сана и лишён всех прав, связанных с пребыванием в клире.
После 2000 года отношение властей к Белгородской и Обоянской епархии УПЦ КП стало более терпимым. По словам самого Иоасафа, представители местных властей там, где существуют приходы УПЦ КП, просто делают вид, что такой церкви нет.
23 января 2000 года в УПЦ КП возведён в достоинство архиепископа. 23 января 2012 года указом патриарха Филарета (Денисенко) возведён в сан митрополита.
13 мая 2017 года решением Синода Киевского патриархата назначен главой созданного тогда же «Российского экзархата УПЦ КП» на территории России «в пределах международно признанных границ».
15 декабря 2018 года в связи с ликвидацией УПЦ КП и её вхождению в новообразованную Православную церковь Украины (ПЦУ), вошёл в клир последней, однако уже весной 2019 года стал выражать резкое недовольство слоившимся в ПЦУ положением. На своей странице в facebook обращение, которое 3 апреля 2019 года было перепечатано на сайте cerkva.info под названием «Не могу молчать!». По мнению владыки, в ПЦУ «явно творится беззаконие». Более того, митрополит считает, что «на наших глазах и с нашим невольным участием произошел церковный переворот», в ходе которого «обманом сменили на только Предстоятеля Церкви, но и саму Церковь направили по какому-то лживому пути». Подготовка к дарованию томоса об автокефалии по словам Иоасафа «велась в каком-то тайном шушуканьи между окружением Патриарха — митрополитом Епифанем, архиепископами Евстратием и Агапитом». Также Иоасаф счёл неканоничным принятие устава ПЦУ, который участники Собора 15 декабря 2018 года приняли, «ни разу не видя его в глаза, пользовались только слухами, получаемыми от архиепископа Евстратия, да обрывками сведений из интернета. Проект текста, который и был принят, мы получили за 2 часа до самого голосования». Далее митрополит Иоасаф раскритиковал состав и деятельность Синода ПЦУ, который формируется довольно произвольно, по усмотрению предстоятеля, что ведет к «отбрасыванию принципа соборности», утверждая, что стал невольным свидетелем первого заседания Священного синода — на котором он предполагал присутствовать, поскольку ранее являлся многолетним членом Синода УПЦ КП, но оказался за дверью, откуда всё и услышал. На заседании буквально «глумились над Старцем-Патриархом» и в «непочтительной, буквально хамской форме» требовали отобрать у него управление Киевской епархией. Данное обращение дало старт полемике в ПЦУ относительно этих вопросов.
20 июня 2019 года в Киеве посетил созванный Филаретом (Денисенко) «поместный собор» по восстановлению Украинской православной церкви Киевского патриархата. Из епископов, кроме Филарета (Денисенко) и самого Иоасафа, там был его викарий Петр (Москалёв). Православная церковь Украины во главе с митрополитом Киевским и всея Украины Епифанием уже назвала это событие «самовольными и неуставным собранием неопределённой группы неуполномоченных лиц».
24 июня 2019 года решением Священного синода ПЦУ наряду с Петром (Москалёвым) «за активное участие в действиях, направленных на возмущения противостояние в церковной среде, сознательное противление соборным решениям, нарушение 34 Апостольского правила, участие в осуществлении рукоположений в чужой епархии вопреки Уставу и каноническим правилам» был исключён из состава епископата ПЦУ. Филарета (Денисенко) при этом формально не исключили из ПЦУ. Иоасаф в ответ назвал деятелей ПЦУ «отморозками», которые не придерживаются никаких понятий-законов. «Епископы ПЦУ начинают показывать себя лицемерными, хитрыми, жестокими, лживыми… таким же стал и предстоятель церкви, избранию которого все мы так радовались».
В январе 2020 года Иоасаф письменно уведомил министра культуры Украины Владимира Бородянского об отзыве своей подписи под решением Собора от декабря 2018 года. Иерарх подчеркнул, что то собрание не могло считаться Поместным собором УПЦ КП, поскольку организаторы нарушили процедуры созыва делегатов и самого заседания. «Сбор клириков и мирян, а также подписей в храме Тёплой Софии происходил с чрезвычайной поспешностью. Как пояснили сборщики подписей, они сделали это в ответ на ультиматум греков, которые находились на момент Собора в другом помещении, для проведения так называемого Объединительного собора и создания греческой так называемой ПЦУ. Считаю, что моя подпись тогда была поставлена в результате обмана и потому не может иметь юридической силы», — написал Иоасаф.
23 мая 2022 года Священным синодом ПЦУ лишён архиерейского и священнического сана, но митрополит Иоасаф не признал этого решения.

## Награды
- Орден святого архистратига Божьего Михаила (УПЦ КП, 1999[18])
- Орден святого равноапостольного князя Владимира Великого III степени (УПЦ КП, 2004[18])